# (1657) Roemera
(1657) Roemera – planetoida z pasa głównego asteroid okrążająca Słońce w ciągu 3 lat i 220 dni w średniej odległości 2,35 au. Została odkryta 6 marca 1961 roku w Observatorium Zimmerwald w Szwajcarii przez Paula Wilda. Nazwa planetoidy pochodzi od Elizabeth Roemer (1929-2016), amerykańskiej astronom. Przed nadaniem nazwy planetoida nosiła oznaczenie tymczasowe (1657) 1961 EA.